# Forêt de Boucheville
La forêt de Boucheville est une forêt domaniale française, d'une superficie de 18,3 km2, située dans le massif pyrénéen, au nord-est du massif du Madrès, à cheval entre les départements de l'Aude et des Pyrénées-Orientales. Elle est partagée en deux zones : 
- la première, la plus étendue, comprise entre 600 (vallée de la Boulzane) et 1310 mètres d'altitude (Sarrat Naout), située sur les communes de Gincla, Fenouillet et Vira.
- la seconde, dite du canton d'Aigues-Bonnes, comprise entre 480 (vallée de la Boulzane) et 1342 mètres (Pech dels Escarabatets), située sur les communes de Fenouillet, Gincla, Salvezines et Lapradelle-Puilaurens.

## Faune
Le loup s'est réinstallé dans la forêt depuis l'hiver 2008-2009. La forêt de Boucheville est également fréquentée par l'isard, le chevreuil et le sanglier. Des mouflons y ont été introduits pour la chasse ; originaires de Corse, ils avaient été élevés à Chambord.

## Flore
C'est une véritable frontière climatique, qui présente la particularité de se trouver à la croisée de trois influences, comme en témoigne la variété des essences présentes : les hêtres pour le climat océanique, les chênes verts pour le climat méditerranéen, et les sapins pour le climat montagnard.
Dans la forêt de Boucheville, sur le territoire de la commune Le Vivier, un hêtre a été labellisé comme Arbre Remarquable en mars 2014.

## Histoire
La forêt a longtemps été exploitée pour le charbon. Les troncs étaient également descendus jusqu’à l’ancien port de Caudiès-de-Fenouillèdes, sur la Boulzane, où ils étaient assemblés en radeaux pour descendre dans la plaine et la côte par flottage. Ils servaient ainsi à la construction de charpentes.
Le charbonnage a commencé bien avant 1670 dans les forêts du haut Rébenty, du Donnezan et de Boucheville. Les informations concernant les coupes affouagères dans les forêts de Boucheville ne sont pas très précises : 1 000 piles par an à partir de 1754 dans l'ensemble de cette forêt. En 1866, on ne trouve que du hêtre dans  la forêt de Boucheville, préféré au sapin pour l'exploitation du charbon.
Il semble, d'après Gérard Bonet, que le maquis Torcatis ou maquis 34 soit né au printemps 1944, dans la forêt de Boucheville. Il était au départ composé de huit hommes sous la responsabilité de l'adjudant-chef Pierron et s'étoffe à l'approche de l'été.